# Lista de municípios de Segóvia
Esta é uma lista dos 209 municípios da província espanhola de Segóvia na comunidade autónoma de Castela e Leão.
| Nome                                | Pop. (2002) |
| ----------------------------------- | ----------- |
| Abades                              | 856         |
| Adrada de Pirón                     | 56          |
| Adrados                             | 197         |
| Aguilafuente                        | 817         |
| Alconada de Maderuelo               | 49          |
| Aldea Real                          | 396         |
| Aldealcorvo                         | 25          |
| Aldealengua de Pedraza              | 90          |
| Aldealengua de Santa María          | 80          |
| Aldeanueva de la Serrezuela         | 44          |
| Aldeanueva del Codonal              | 203         |
| Aldeasoña                           | 97          |
| Aldehorno                           | 73          |
| Aldehuela del Codonal               | 47          |
| Aldeonte                            | 93          |
| Anaya                               | 129         |
| Añe                                 | 131         |
| Arahuetes                           | 46          |
| Arcones                             | 251         |
| Arevalillo de Cega                  | 41          |
| Armuña                              | 261         |
| Ayllón                              | 1,240       |
| Barbolla                            | 203         |
| Basardilla                          | 106         |
| Bercial                             | 130         |
| Bercimuel                           | 90          |
| Bernardos                           | 707         |
| Bernuy de Porreros                  | 362         |
| Boceguillas                         | 614         |
| Brieva                              | 73          |
| Caballar                            | 96          |
| Cabañas de Polendos                 | 122         |
| Cabezuela                           | 706         |
| Calabazas de Fuentidueña            | 68          |
| Campo de San Pedro                  | 370         |
| Cantalejo                           | 3,542       |
| Cantimpalos                         | 1,269       |
| Carbonero el Mayor                  | 2,370       |
| Carrascal del Río                   | 201         |
| Casla                               | 157         |
| Castillejo de Mesleón               | 116         |
| Castro de Fuentidueña               | 85          |
| Castrojimeno                        | 46          |
| Castroserna de Abajo                | 53          |
| Castroserracín                      | 45          |
| Cedillo de la Torre                 | 120         |
| Cerezo de Abajo                     | 185         |
| Cerezo de Arriba                    | 196         |
| Cilleruelo de San Mamés             | 47          |
| Cobos de Fuentidueña                | 61          |
| Coca                                | 1,944       |
| Codorniz                            | 458         |
| Collado Hermoso                     | 157         |
| Condado de Castilnovo               | 116         |
| Corral de Ayllón                    | 106         |
| Cozuelos de Fuentidueña             | 174         |
| Cubillo                             | 62          |
| Cuéllar                             | 9,288       |
| Cuevas de Provanco                  | 196         |
| Chañe                               | 717         |
| Domingo García                      | 52          |
| Donhierro                           | 102         |
| Duruelo                             | 147         |
| Encinas                             | 70          |
| Encinillas                          | 79          |
| Escalona del Prado                  | 585         |
| Escarabajosa de Cabezas             | 375         |
| Escobar de Polendos                 | 252         |
| El Espinar                          | 6,543       |
| Espirdo                             | 291         |
| Fresneda de Cuéllar                 | 232         |
| Fresno de Cantespino                | 282         |
| Fresno de la Fuente                 | 69          |
| Frumales                            | 196         |
| Fuente de Santa Cruz                | 188         |
| Fuente el Olmo de Fuentidueña       | 146         |
| Fuente el Olmo de Íscar             | 100         |
| Fuentepelayo                        | 977         |
| Fuentepiñel                         | 166         |
| Fuenterrebollo                      | 418         |
| Fuentesaúco de Fuentidueña          | 315         |
| Fuentesoto                          | 166         |
| Fuentidueña                         | 153         |
| Gallegos                            | 102         |
| Garcillán                           | 371         |
| Gomezserracín                       | 711         |
| Grajera                             | 92          |
| Honrubia de la Cuesta               | 68          |
| Hontalbilla                         | 409         |
| Hontanares de Eresma                | 181         |
| Los Huertos                         | 157         |
| Ituero y Lama                       | 100         |
| Juarros de Riomoros                 | 71          |
| Juarros de Voltoya                  | 290         |
| Labajos                             | 143         |
| Laguna de Contreras                 | 168         |
| Languilla                           | 129         |
| Lastras de Cuéllar                  | 540         |
| Lastras del Pozo                    | 80          |
| La Lastrilla                        | 1,916       |
| La Losa                             | 378         |
| Maderuelo                           | 151         |
| Marazoleja                          | 160         |
| Marazuela                           | 72          |
| Martín Miguel                       | 196         |
| Martín Muñoz de la Dehesa           | 196         |
| Martín Muñoz de las Posadas         | 494         |
| Marugán                             | 382         |
| Mata de Cuéllar                     | 316         |
| Matabuena                           | 226         |
| La Matilla                          | 111         |
| Melque de Cercos                    | 119         |
| Membibre de la Hoz                  | 69          |
| Migueláñez                          | 178         |
| Montejo de Arévalo                  | 276         |
| Montejo de la Vega de la Serrezuela | 193         |
| Monterrubio                         | 74          |
| Moral de Hornuez                    | 102         |
| Mozoncillo                          | 1,050       |
| Muñopedro                           | 387         |
| Muñoveros                           | 208         |
| Nava de la Asunción                 | 2,638       |
| Navafría                            | 353         |
| Navalilla                           | 136         |
| Navalmanzano                        | 1,100       |
| Navares de Ayuso                    | 80          |
| Navares de Enmedio                  | 157         |
| Navares de las Cuevas               | 28          |
| Navas de Oro                        | 1,465       |
| Navas de Riofrío                    | 272         |
| Navas de San Antonio                | 299         |
| Nieva                               | 359         |
| Olombrada                           | 782         |
| Orejana                             | 105         |
| Ortigosa de Pestaño                 | 96          |
| Ortigosa del Monte                  | 367         |
| Otero de Herreros                   | 870         |
| Pajarejos                           | 47          |
| Palazuelos de Eresma                | 1,776       |
| Pedraza                             | 469         |
| Pelayos del Arroyo                  | 44          |
| Perosillo                           | 31          |
| Pinarejos                           | 188         |
| Pinarnegrillo                       | 176         |
| Pradales                            | 69          |
| Prádena                             | 533         |
| Puebla de Pedraza                   | 92          |
| Rapariegos                          | 255         |
| Rebollo                             | 126         |
| Remondo                             | 349         |
| Riaguas de San Bartolomé            | 102         |
| Riaza                               | 1,935       |
| Ribota                              | 37          |
| Riofrío de Riaza                    | 59          |
| Roda de Eresma                      | 100         |
| Sacramenia                          | 538         |
| Samboal                             | 583         |
| San Cristóbal de Cuéllar            | 209         |
| San Cristóbal de la Vega            | 156         |
| San Cristóbal de Segovia            | 1,968       |
| Santo Ildefonso                     | 5,178       |
| San Martín y Mudrián                | 276         |
| San Miguel de Bernuy                | 182         |
| San Pedro de Gaíllos                | 320         |
| Sanchonuño                          | 810         |
| Sangarcía                           | 480         |
| Santa María la Real de Nieva        | 1,377       |
| Santa Marta del Cerro               | 51          |
| Santiuste de Pedraza                | 109         |
| Santiuste de San Juan Bautista      | 768         |
| Santo Domingo de Pirón              | 64          |
| Santo Tomé del Puerto               | 330         |
| Sauquillo de Cabezas                | 246         |
| Sebúlcor                            | 269         |
| Segovia                             | 54,945      |
| Sepúlveda                           | 1,324       |
| Sequera de Fresno                   | 46          |
| Sotillo                             | 36          |
| Sotosalbos                          | 131         |
| Tabanera la Luenga                  | 68          |
| Tolocirio                           | 58          |
| Torre Val de San Pedro              | 177         |
| Torreadrada                         | 119         |
| Torrecaballeros                     | 598         |
| Torrecilla del Pinar                | 296         |
| Torreiglesias                       | 397         |
| Trescasas                           | 367         |
| Turégano                            | 1,137       |
| Urueñas                             | 112         |
| Valdeprados                         | 51          |
| Valdevacas de Montejo               | 33          |
| Valdevacas y Guijar                 | 146         |
| Valseca                             | 276         |
| Valtiendas                          | 184         |
| Valverde del Majano                 | 531         |
| Valle de Tabladillo                 | 160         |
| Vallelado                           | 840         |
| Valleruela de Pedraza               | 70          |
| Valleruela de Sepúlveda             | 74          |
| Veganzones                          | 299         |
| Vegas de Matute                     | 246         |
| Ventosilla y Tejadilla              | 28          |
| Villacastín                         | 1,535       |
| Villaverde de Íscar                 | 716         |
| Villaverde de Montejo               | 62          |
| Villeguillo                         | 142         |
| Yanguas de Eresma                   | 198         |
| Zarzuela del Monte                  | 542         |
| Zarzuela del Pinar                  | 583         |